# La Dernière Flèche
Pour plus de détails, voir Fiche technique et Distribution.
La Dernière Flèche (titre original : Pony Soldier) est un film américain réalisé par Joseph M. Newman, sorti en 1952.

## Synopsis
En 1876, une guerre sévit entre les blancs et les indiens Pieds noirs. Duncan MacDonald, Un officier de police canadien tente d'empêcher le conflit.

## Fiche technique
- Titre original : Pony Soldier
- Réalisation : Joseph M. Newman
- Scénario : John C. Higgins d'après une histoire de Garnett Weston
- Directeur de la photographie : Harry Jackson
- Montage : John W. McCafferty
- Musique : Alex North
- Costumes : Edward Stevenson
- Production : Samuel G. Engel
- Genre : Western
- Pays de production :  États-Unis
- Durée : 82 minutes
- Dates de sortie :
  - États-Unis : 19 décembre 1952
  - France : 11 septembre 1953

## Distribution
- Tyrone Power (VF : Roger Rudel) : Duncan MacDonald
- Cameron Mitchell : Konah
- Thomas Gomez (VF : Stéphane Audel) : Natayo Smith
- Penny Edwards (VF : Arlette Thomas) : Emerald Neeley
- Robert Horton : Jess Calhoun
- Anthony Numkena : « Comes Running » (« Comme l'éclair » en VF)
- Adeline De Walt Reynolds (VF : Germaine Michel) : « White Moon »
- Howard Petrie (VF : Pierre Morin) : Inspecteur Fraser
- Stuart Randall (VF : Marcel Painvin) : « Standing Bear » (« Ours debout » en VF)